# Semantisches Netz
Ein semantisches Netz ist ein formales Modell von Begriffen und ihren Beziehungen (Relationen). Es wird in der Informatik im Bereich der künstlichen Intelligenz zur Wissensrepräsentation genutzt. Gelegentlich spricht man auch von einem Wissensnetz. Meist wird ein semantisches Netz durch einen verallgemeinerten Graphen repräsentiert. Die Knoten des Graphen stellen dabei die Begriffe dar. Beziehungen zwischen den Begriffen werden durch die Kanten des Graphen realisiert. Welche Beziehungen erlaubt sind, wird in unterschiedlichen Modellen sehr unterschiedlich festgelegt, den meisten Beziehungstypen wohnt jedoch ein kognitiver Aspekt inne.
Semantische Netze wurden in den 1960ern von dem Sprachwissenschaftler Ross Quillian (* 1931) als Repräsentationsform semantischen Wissens vorgeschlagen. Thesauri, Taxonomien und Wortnetze sind Formen semantischer Netze mit eingeschränkter Menge von Relationen.

## Lexikalisch-semantische Relationen

Hypothetisches semantisches Netz nach Collins und Quillian (* 1931)

Eine (meist binäre) Relation zwischen zwei Graphenknoten kann unter anderem sein:
Hierarchische Relationen
Ober-/Unterbegriffsrelation
z. B. ist 'Hund' ein Unterbegriff zu 'Säugetier', 'Säugetier' ist ein Unterbegriff zu 'Tier'. Diese Relation ist transitiv und asymmetrisch. Eigenschaften des Oberbegriffs werden auf den Unterbegriff vererbt. Manche semantische Netze erlauben multiple Vererbung. So kann 'Banane' als Unterbegriff sowohl von 'Südfrucht' als auch von 'Plantagenpflanze' modelliert werden. Für den Term Oberbegriff wird auch der Ausdruck Hyperonym verwendet, für den Term Unterbegriff auch der Ausdruck Hyponym.
Instanzrelation
diese Relation verbindet Individuen mit Klassen; z. B. ist Bello eine Instanz der Klasse Hund. Diese Relation ist asymmetrisch und im Gegensatz zur o.a. Teilmengenbeziehung nicht transitiv. Gegenbeispiel: Bello ist eine Instanz der Klasse Hund. Hund ist eine Instanz der Klasse Spezies. Bello als Hundeindividuum ist aber nicht eine Instanz der Klasse Spezies.
Partitive Relation (Meronymie)
z. B. ist Bellos Fell ein Teil von ihm. Die hierzu konverse Relation nennt man Holonymie, z. B. enthält eine Erbsensuppe Erbsen, eine Menge besteht aus Elementen, ein Fenster enthält das Material Glas. Diese Relation ist asymmetrisch. Auch gilt nicht notwendigerweise, dass A das Holonym zu B ist, wenn B das Meronym zu A ist. Die Transitivität dieser generischen Relation ist nicht immer gegeben. Roger Chaffin hat aber gezeigt, dass Unterklassen der partitiven Relation, z. B. die Element-Gruppe-Relation, durchaus transitiv sind (Lit.: Chaffin, S. 273–278).
Synonymie
diese Relation modelliert die Bedeutungsgleichheit von Ausdrücken; z. B. hat 'Handy' die gleiche Bedeutung wie 'Mobiltelefon'. Die Relation der Synonymie ist eine Äquivalenzrelation, da sie reflexiv (x ist mit x synonym), symmetrisch (wenn x mit y synonym ist, dann auch y mit x) und transitiv (wenn x mit y synonym und y mit z, dann ist auch x mit z synonym) ist.
Antonymie
diese Relation modelliert den Bedeutungsgegensatz von Ausdrücken: z. B. sind 'tot' und 'lebendig' antonym. Diese Relation ist symmetrisch, aber nicht reflexiv und nicht transitiv.
Kausation
diese Relation verbindet verbale Begriffe (Ereignisse, Zustände). Ein Ereignis verursacht ein anderes; z. B. verursacht töten (als Handlung einer Person) sterben. Diese Relation ist nicht symmetrisch, aber transitiv.
Eigenschaft
die einstellige Eigenschaftsrelation verbindet Prädikate mit den Objekten, die im Wertebereich dieser Prädikate liegen (P(x)); z. B. ist Bellos Fell wuschelig.
Die psychologische Realität solcher semantischen Netze kann man z. B. mit Hilfe von Assoziationstechniken und Satzverifikationsaufgaben untersuchen.

## Probleme der Modellierung
Polysemie und Homonymie spielen bei der Modellierung von semantischen Netzen eine untergeordnete Rolle, da es um Beziehungen zwischen Begriffen geht. Ein polysemes (oder homonymes) Lexem wird zwei oder mehreren Begriffen zugeordnet bzw. liegt im lexikalischen Wertebereich zweier oder mehrerer Begriffe. Es ist allerdings eine in der Praxis oft schwierige Frage, wie vielen und welchen Begriffen ein Lexem zuzuordnen ist.
Ein weitaus größeres Problem für die Modellierung semantischer Netze stellen lexikalische Lücken dar. Dies sind Begriffe, denen in einer natürlichen Sprache kein einfaches lexikalisches Zeichen als Wert zugeordnet werden kann. Ein bekanntes Beispiel ist der Begriff 'nicht mehr durstig'.

## Moderne Vertreter der semantischen Netze
Aktuelle Wissensrepräsentationsmethoden, die auf semantischen Netzen basieren, sind das von Stuart C. Shapiro entwickelte Semantic Network Processing System (SNePS) und das MultiNet-Paradigma der mehrschichtigen erweiterten semantischen Netze von Hermann Helbig. Für beide Ansätze gibt es auch Werkzeuge zur Unterstützung von Wissensakquisition und -verarbeitung. MultiNet ist besonders auf die semantische Repräsentation natürlichsprachlichen Wissens ausgerichtet und wird in verschiedenen Anwendungen des Natural Language Processing eingesetzt.

## Geschichte

Assoziationsnetz eines Menschen

Schon im Wintersemester 1789/90 beschrieb Johann Friedrich Flatt in seiner Tübinger Vorlesung zur empirischen Psychologie – der auch Georg Wilhelm Friedrich Hegel, Friedrich Wilhelm Joseph Schelling und Friedrich Hölderlin beiwohnten – ein Netzwerkmodell des Gedächtnisses, um assoziative Aktivierungen beim Abruf von Gedächtnisinhalten zu erklären.
Im Jahr 1967 erstellte Ross Quillian das erste semantische Netz und vertrat dabei die Vererbung von Attributen. Zur Überprüfung von Quillians Vorstellungen zur Semantik verwendeten 1969 er und Allen Collins Reaktionszeiten.
Bereits um 1900 wurden von Psychologen, z. B. Gustav Aschaffenburg, Untersuchungen durchgeführt, wie Begriffe in unserem Gehirn miteinander verknüpft sind. Dabei wurde herausgefunden, dass bestimmte Wörter bei den meisten Menschen die gleichen Assoziationen hervorrufen, beispielsweise weiß–schwarz oder Mutter–Vater. Durch Assoziationen ist es möglich, Begriffe auf der semantischen Ebene miteinander zu verbinden, d. h., dass Wörter aus einem bestimmten Grund eine Beziehung zueinander haben. Wörter und Bedeutungen sind im mentalen Lexikon weder alphabetisch noch völlig unorganisiert, sondern netzartig gespeichert. Die Bedeutung eines Wortes wird in einem solchen Netz durch Knoten repräsentiert sowie durch Nachbarschaftsbeziehungen zu anderen Inhalten bzw. Begriffen. Solche Netze lassen sich im Ansatz aus den gerade erwähnten Assoziationen gewinnen.
Dieses Konzept der Assoziationen und Nachbarschaftsbeziehungen versucht das semantische Netz aufzugreifen. Dadurch kann es möglich werden, dass semantisch verwandte
aber syntaktisch vollständig verschiedene Begriffe im semantischen Netz gefunden werden. Die nebenstehende Abbildung zeigt ein derartiges mentales Assoziationsgebilde, welches auch die grundlegende Struktur für ein semantisches Netz bildet.

## Das WWW als semantisches Netz
Nach Tim Berners-Lee soll über den als Hypertext organisierten Teil des Internets (WWW) ein semantisches Netz (→ semantic Web) gespannt werden. Die Inhalte der Ressourcen, die diesen Hypertext bilden, sollen mit Metadaten beschrieben werden. Diese Ressourcenbeschreibung soll mit Hilfe eines Resource Description Framework (RDF) erfolgen. Als Modellierungssprache soll die Web Ontology Language (OWL) verwendet werden. Das Ziel ist, dass die Ausdrücke, die in den Metadaten verwendet werden, mit wohldefinierten und damit auch maschinell interpretierbaren Bedeutungen versehen werden. Dies würde z. B. die inhaltsbezogene Informationssuche ermöglichen. Dabei sollen nicht alle Begriffe global in einer komplexen Ontologie erfasst werden, sondern es soll ein eher loses Netz aus dezentralen spezialisierten Ontologien entstehen.
Mögliche Formate zur Repräsentation semantischer Netze sind RDF, RDF-Schema, OWL und XML Topic Map.
Wöchentlich aktualisierte Visualisierungen semantischer Bezüge im deutschsprachigen WWW finden sich beispielsweise im semantischen Netz der Woche.